# Nihošovice
Nihošovice är en ort i Tjeckien.   Den ligger i regionen Södra Böhmen, i den sydvästra delen av landet, 110 km söder om huvudstaden Prag. Nihošovice ligger 447 meter över havet och antalet invånare är 286.
Terrängen runt Nihošovice är kuperad västerut, men österut är den platt. Nihošovice ligger nere i en dal. Runt Nihošovice är det ganska glesbefolkat, med 40 invånare per kvadratkilometer. Närmaste större samhälle är Strakonice, 8,6 km norr om Nihošovice. Omgivningarna runt Nihošovice är en mosaik av jordbruksmark och naturlig växtlighet.